# Isla Vollmer
La isla Vollmer es una isla cubierta de hielo de 20 km de longitud y 14 de ancho, ubicada a lo largo del borde del banco de hielo Sulzberger, 7 km al noroeste de la isla Cronenwett, en la Costa Saunders de la Tierra de Marie Byrd en la Antártida. Se cree que sus características fueron observadas por primera vez, trazando un mapa aproximado a partir de fotos aéreas tomadas por la expedición antártica de Richard Byrd entre 1928 y 1930. 
Bautizada por el Comité Consultivo sobre Nomenclatura Antártica (ACAN), su nombre recuerda al teniente de la armada de los Estados Unidos T.H.. Vollmer, quien recorrió estas costas a bordo del rompehielos USS Glacier.